# Pseudochromis striatus
Pseudochromis striatus är en fiskart som beskrevs av Gill, Shao och Chen, 1995. Pseudochromis striatus ingår i släktet Pseudochromis och familjen Pseudochromidae. Inga underarter finns listade i Catalogue of Life.